# Hans Brasch (Maler)
Hans Brasch (* 2. April 1882 in Karlsruhe; † 13. Mai 1973 in Murrhardt bei Stuttgart) war ein deutscher Maler und Vertreter des Expressionismus.

## Leben
Nach einer Lehre als Dekorationsmaler im väterlichen Betrieb absolvierte Hans Brasch sein Studium in Karlsruhe an der Kunstgewerbeschule von 1898–1900 und an der Staatlichen Akademie der Bildenden Künste bei Ludwig Schmid-Reutte, Friedrich Fehr, Walter Conz und Hans Thoma, dessen Meisterschüler er von 1904–1908 war. Es folgen Studienaufenthalte in Paris und Genf bei Ferdinand Hodler. 1913 nahm er kurz Wohnsitz in Mannheim. Er heiratet Emmy Wiedersheim, geborene Brassert und zog nach Frankfurt am Main. Dort bildete er eine Ateliergemeinschaft mit August Babberger und Rudolf Gudden im Haus Lichtenstein am Römerberg 11.
Im Ersten Weltkrieg leistete er von 1914 bis 1918 Kriegsdienst. 1920 erwarb Brasch ein altes Schwarzwaldhaus in Außerurberg (Sankt Blasien), um dort zu arbeiten. Seine Künstlerfreunde R. Gudden, R. Hoffmann und A. Babberger erwarben je ein Schwarzwaldhaus im nahegelegenen Weiler Höll. Der Aufenthalt im Südschwarzwald, die Goethesche Farbenlehre und die Anthroposophie bestimmten ab Mitte der 1920er Jahre immer mehr seine künstlerische Entwicklung. 1930 übersiedelte er mit der Familie nach Stuttgart.
1937 wurde in der Nazi-Aktion „Entartete Kunst“ nachweislich sechs seiner expressionistischen Bilder aus öffentlichen Sammlungen beschlagnahmt.
Der künstlerische Nachlass ist seit 2020 im Hans-Thoma-Kunstmuseum in Bernau im Schwarzwald. Weitere Werke sind im Städel Museum in Frankfurt, in der Kunsthalle Karlsruhe und in der Kunsthalle Mannheim zu sehen.

## Wirken
Brasch malte Landschaften vorwiegend das Hochgebirge und Seen, aber auch Blumenbilder. Unzählige Porträts wie den bekannten Physiologen Wilhelm Trendelenburg. Er bevorzugte ab Mitte der 1920er Jahre die Aquarellmalerei und perfektionierte sie. Eines seiner charakteristischen Werke, das auch öffentliche Wirksamkeit entfaltete, ist die Ausmalung des historischen Empfangssaales des Bad Orber Bahnhofs von 1925/1926. In dem großflächig, über alle vier Seiten des Saales angelegte Gemälde werden die Jahreszeiten, die Orber Heilquellen und die typischen Berufe der Orber symbolisch dargestellt. Bemerkenswert sind auch die Gestaltung eines Treppenhauses in der Papierfabrik Scheufelen in Lenningen mit der Darstellung der „Alten Papierherstellung“ (Fresko) und die Weltkarte in einem Privathaus in Kressbronn am Bodensee. Ein großes Glasfenster ist in der Wielandschule in Sielmingen zu sehen; es zeigt die Verabschiedung der Kinder aus dem Elternhaus auf dem Weg zur Schule.

## 1937 als „entartet“ aus öffentlichen Sammlungen beschlagnahmte Werke
- Schwarzwaldlandschaft (Aquarell; Städelsches Kunstinstitut und Städtische Galerie, Frankfurt/M.; Verbleib ungeklärt)
- Seelandschaft mit Bergen (Aquarell, 1927; Städelsches Kunstinstitut und Städtische Galerie, Frankfurt/M.; 1940 zur „Verwertung“ auf dem Kunstmarkt an den Kunsthändler Bernhard A. Böhmer; 1962 vom Kunsthaus Lempertz für 220 DM versteigert)
- Berner Oberland (Aquarell; Städelsches Kunstinstitut und Städtische Galerie, Frankfurt/M.; zerstört)
- Frühlingserwachen (Aquarell; Städelsches Kunstinstitut und Städtische Galerie, Frankfurt/M.; Verbleib ungeklärt)
- Drei Frauen, die Natur bewundernd (Öl auf Leinwand, 104 × 80 cm, 1922; Städelsches Kunstinstitut und Städtische Galerie, Frankfurt/M.; zerstört)
- Schwarzwald (Tafelbild; Kunstsammelstelle Frankfurt/M.; zerstört)